# Mondino dei Luzzi

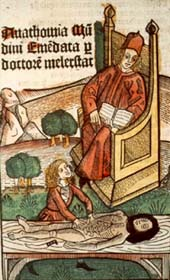
Mondino dei Luzzi und ein Sektionsassistent, üblicherweise ein Barbier. Dei Luzzi sitzt als Professor erhöht auf einem Stuhl und seziert nicht selbst.

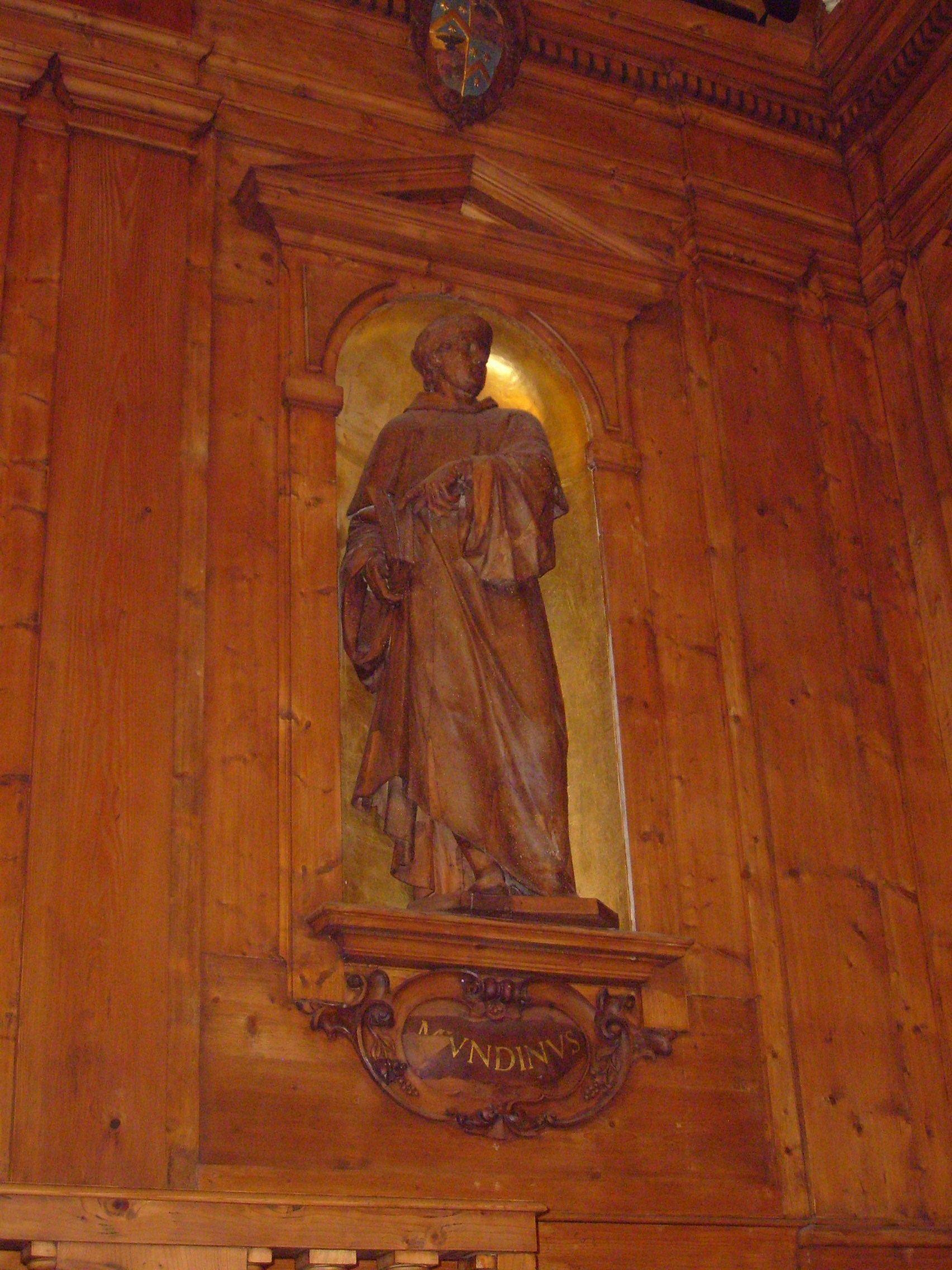
Statue im Archiginnasio di Bologna

Mondino dei Luzzi oder Mondino de Liucci (auch Raimondino/Raimund, mit Schreibungen des Familiennamens de’ Luzzi, Liuzzi, Lucci, lat. Mundinus de Leuciis; * um 1275 in Bologna; † 1326 ebenda) war ein italienischer Anatom und Professor der Medizin in Bologna.

## Leben
Mondino stammte aus einer florentinischen Patrizierfamilie, studierte Medizin an der Universität Bologna unter Taddeo Alderotti, wurde um 1300 promoviert und lehrte bis zu seinem Tod als Mitglied der medizinischen Fakultät von Bologna. Daneben praktizierte er als Arzt. Er sezierte in Bologna seit 1306 Leichen, stand außerhalb der scholastischen Denkweise und der antiken Autoritäten. Er war der Erste, der den systematischen Anatomie-Unterricht unter regelmäßiger Einbeziehung von Lehrsektionen (Demonstrationen am geöffneten Leichnam) in den Lehrbetrieb einführte, nachdem diese in der Schule von Salerno zwar als obligatorisch vorgesehen, aber an den westlichen Universitäten nicht praktiziert worden und wahrscheinlich erst von Alderotti wenigstens gelegentlich wieder durchgeführt worden waren.
Mondino veröffentlichte 1316 mit seinem Werk Anathomia (eine Sammlung von praktischen Sezierübungen), welches unter dem Titel Anathomia Mundini zuerst 1475 in Padua gedruckt wurde (mit zahlreichen Neuauflagen und Nachdrucken), welches das erste mittelalterliche, „nach der Wirklichkeit“ gestaltete anatomische Lehrbuch dieser Art war und bis in die Zeit des flämischen Anatomen Andreas Vesalius (1514–1564) das maßgebliche Lehrwerk auf diesem Gebiet blieb. Es steht in der Salernitaner Tradition, geht aber schon vereinzelt aufgrund eigener Beobachtungen über diese hinaus. Seine Bedeutung liegt darum trotz des empirischen Ansatzes weniger in der inhaltlichen Erweiterung, als in der Standardisierung und autoritativen Fixierung des anatomischen Schulwissens. Es beeinflusste auch Leonardo da Vinci am Beginn seiner privaten anatomischen Studien. Mondino verfasste außerdem Schriften über Medikamentierung (De ponderibus, De dosibus medicinae), Konsilien in der Tradition Alderottis und Kommentare zu Galen, Hippokrates und den Aphorismen von Yuhanna ibn Masawaih.
Zu seinen Schülern zählt Guy de Chauliac und Guido da Vigevano, der wahrscheinlich ein Schüler war und selbst ein Anatomiebuch verfasste. Früher wurde gelegentlich behauptet, Alessandra Giliani wäre seine Sektionsassistentin gewesen gemeinsam mit ihrem Verlobten Otto Agenius Lustrulanus, was aber sehr umstritten und möglicherweise fiktiv ist.

## Moderne Ausgaben
- Lino Sighinolfi (Hrsg.): Anatomia, riprodotta da un codice Bolognese del secolo XIV e volgarizzata nel secolo XV. Capelli, Bologna 1930 (= Classici italiani della medicina, 1)
- Ernest Wickersheimer (Hrsg.): Anatomies de Mondino dei Luzzi et de Guido de Vigevano. Droz, Paris 1926 (mit Faksimilé-Abdruck der Ausgabe Pavia 1478)

## Literatur

Anathomia, 1541